# Nuncjatura Apostolska w Nowej Zelandii
Nuncjatura Apostolska w Nowej Zelandii – misja dyplomatyczna Stolicy Apostolskiej w Nowej Zelandii. Siedziba nuncjusza apostolskiego mieści się w Wellington. Obecnym nuncjuszem jest Węgier abp Gábor Pintér.
Nuncjusz apostolski w Nowej Zelandii jest również akredytowany przy rządach:
- Fidżi (od 1980)
- Nauru (od 1992)
- Wysp Marshalla (od 1993)
- Mikronezji (od 1994)
- Samoa (od 1994)
- Tonga (od 1994)
- Vanuatu (od 1994)
- Kiribati (od 1995)
- Palau (od 2001)
- Wysp Cooka (od 2001)

Od 1973 pełni również funkcję delegata apostolskiego Oceanu Spokojnego – łącznika z Kościołem w pozostałych państwach i terytoriach zależnych w regionie. Misja delegata obejmuje następujące terytoria: Samoa Amerykańskie, Polinezja Francuska, Guam, Nowa Kaledonia, Niue, Norfolk, Pitcairn, Tokelau, Tuvalu, Mariany Północne, Wallis i Futuna, Dalekie Wyspy Mniejsze Stanów Zjednoczonych.

## Historia
W 1968 papież Paweł VI utworzył Delegaturę Apostolską Nowej Zelandii i Wysp Pacyfiku. W 1973 ten sam papież podniósł ją do rangi nuncjatury i zmienił nazwę na obecną. W tym samym roku powołał również Delegaturę Apostolską Oceanu Spokojnego.

## Szefowie misji dyplomatycznej Stolicy Apostolskiej w Nowej Zelandii

### Delegat apostolski
- abp Raymond Philip Etteldorf (1968 - 1973) Amerykanin

### Pronuncjusze apostolscy
- abp Raymond Philip Etteldorf (1973 - 1974) Amerykanin
- abp Angelo Acerbi (1974 - 1979) Włoch
- abp Antonio Magnoni (1980 - 1989) Włoch
- abp Thomas White (1989 - 1993) Irlandczyk

### Nuncjusze apostolscy
- abp Thomas White (1993 - 1996) Irlandczyk
- abp Patrick Coveney (1996 - 2005) Irlandczyk
- abp Charles Balvo (2005 - 2013) Amerykanin
- abp Martin Krebs (2013 - 2018) Niemiec
- abp Novatus Rugambwa (2019 - 2024) Tanzańczyk
- abp Gábor Pintér (od 2024) Węgier